# Eufrosina Cruz Mendoza
Eufrosina Cruz Mendoza (Santa María Quiegolani, Oaxaca, 1 de enero de 1979) es una política indígena zapoteca mexicana. Es activista por la igualdad de género y los derechos de las mujeres indígenas y de las comunidades.

## Biografía
Eufrosina Cruz nació en la comunidad de Santa María Quiegolani al sur de la  sierra oaxaqueña en una familia zapoteca, aprendió el idioma español a la edad de 12 años. 
Estudió el bachillerato en Salina Cruz, en donde sufrió acoso escolar y la discriminación racial de sus compañeros.
Obtuvo el grado de licenciatura en Contaduría Pública en la Universidad Autónoma Benito Juárez de Oaxaca donde se tituló con el mejor promedio de su generación. Posteriormente obtuvo el grado de maestría en Ciencias Políticas en  la Universidad Popular Autónoma del Estado de Puebla. 
Eufrosina fue una de las primeras mujeres indígenas en asumir un cargo de elección popular, y pionera de una reforma a la Constitución en 2014 para que las mujeres indígenas pudiesen ejercer su derecho de votar y ser votadas en sus comunidades.

## Trayectoria
En 2010, con su constante trabajo y tras haber sido rechazada tres años antes para ser presidenta municipal por ser mujer, llegó a la presidencia de la mesa directiva del Congreso oaxaqueño, siendo la primera mujer indígena en su pueblo en desempeñar ese cargo. 
El trayecto hacia la política empezó en 2007, cuando Eufrosina, al volver a su tierra natal, se dio cuenta de que los usos y costumbres de la población seguían sólidos: "cuando ya descubres que tú también tienes derechos y obligaciones y lo que ves en tu entorno no te gusta, ¿Qué te queda hacer, callarte o hacerlo visible?" (Entrevista Eufrosina Basta Racismo MX, 4 de mayo de 2022.) Y cobró notoriedad nacional y luego internacional cuando contrariando los denominados usos y costumbres —leyes municipales que determinan el sistema de elección de los ayuntamientos a las tradiciones locales, dejando fuera a los partidos políticos— que restringían el derecho a votar y ser votado a las mujeres, se postuló como candidata a la Presidencia Municipal de Santa María Quiegolani, en las elecciones realizadas el 4 de noviembre del mismo año resultó triunfadora, pero la Asamblea Municipal, integrada únicamente por hombres, declaró nulos sus votos por no tener derecho a ser candidata, otorgando el triunfo en la elección a Eloy Mendoza Martínez. Ante ello, Eufrosina Cruz inició una serie de protestas tanto en instancias locales como nacionales, para lograr la modificación de las leyes en lo relativo a usos y costumbres y se reconociera la totalidad de sus derechos políticos a las mujeres, llevando sus protestas y posteriormente actividades tendientes a la modificación de las leyes por diversas partes del país y del mundo.
En 2010, con su constante trabajo y tras haber sido rechazada tres años antes para ser presidenta municipal por ser mujer, fue postulada como candidata a diputada local por representación proporcional por el Partido Acción Nacional en el contexto de la coalición Unidos por la Paz y el Progreso que junto con el PRD, el PT y Convergencia postulaba a Gabino Cué Monteagudo a la gubernatura del estado; resultó electa, siendo la primera mujer indígena en su pueblo en desempeñar ese cargo.  El 13 de noviembre de 2010 se instaló formalmente la LXI Legislatura del Congreso de Oaxaca, la primera en la historia moderna del estado en que no tendría mayoría absoluta el Partido Revolucionario Institucional. Fue electa presidenta del Congreso, y se convirtió en la primera mujer indígena en presidir el Congreso del Estado.
El 14 de diciembre del mismo año fue designada coordinadora de Asuntos Indígenas del Comité Ejecutivo Nacional del PAN. De 2012 a 2015 fue diputada federal y presidió la Comisión de Asuntos Indígenas, logró la modificación de la Constitución para que el artículo segundo reconociera el derecho de las mujeres indígenas del país a votar y  ser votadas.
En 2012 se lanzó un documental de su vida llamado "La Revolución de los alcatraces". Este documental, de hora y 37 minutos de duración, fue realizado por la directora de cine Luciana Kaplan y producido por IMCINE, FONCA, CCC, Totora Films y Planet Audio.

## Obras
Los sueños de la niña de la montaña. México: Grijalbo.
El libro, narra su trayectoria de vida y cómo es que pasó de ser una niña rebelde, por jugar con niños, por no querer casarse a los 12 años, porque eso es lo que decían en su pueblo, hasta ser candidata a las presidencia municipal y posteriormente "La Señora Diputada", como era y hasta la actualidad es conocida en su pueblo natal. En esta obra busca ayudar a miles y miles de mexicanas a cambiar su suerte y crear su destino.

En el libro Los sueños de la niña de la montaña: Memoria de una utopía cumplida  se narra que:
Desde temprana edad, tuvo clara cuál era su prioridad: ir a la escuela, estudiar y salir de la cotidianidad de su entorno, estudió en una escuela primaria llamada  Manuel Jaqui, donde el piso era de tierra, las bancas eran tablones, y el pizarrón prácticamente no se veía por tan desgastado que estaba. Pero esto no le impedía soñar en grande, con ayuda de su Profesor Joaquín se dio cuenta de que había mucho más fuera de su pueblo y que quería conocer más y ser alguien diferente.

Lloró día y noche por dos semanas para arrebatarle un permiso a su padre para que la dejara estudiar la secundaria con unos parientes. La única condición fue que no se le ocurriera nunca pedir su ayuda. Y no lo hizo. Tras diez horas de caminata, llegó al pueblo que sí tiene servicio de autobús. Y de ahí un largo viaje a casa de unos parientes en Tehuantepec 
El 3 de diciembre presentó su libro en la Feria Internacional del Libro de Guadalajara en compañía de Candelaria Ochoa Ávalos y Juan Carlos Ortega editor y periodista.